# Carlos Fisher

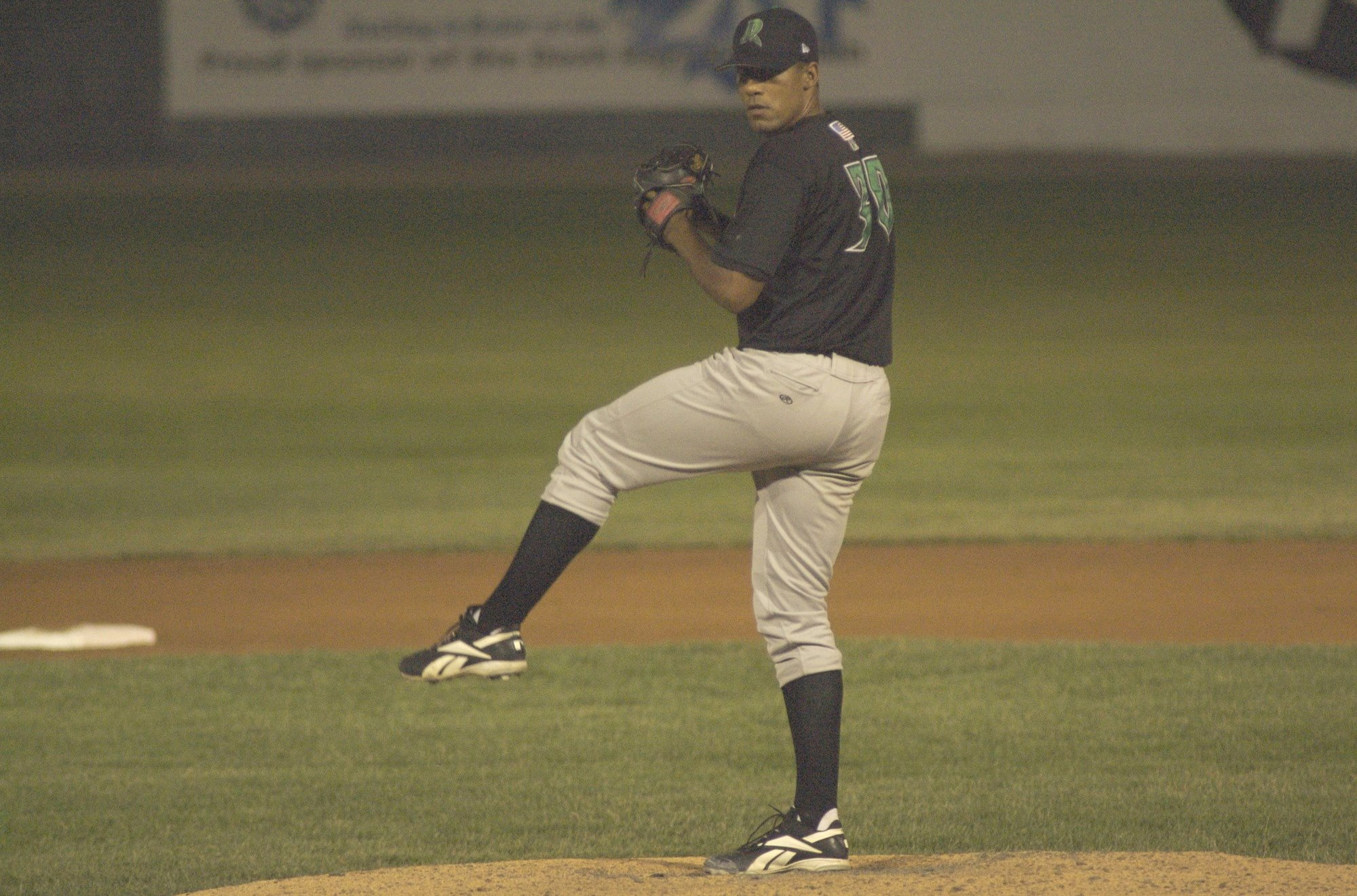
Imagen de Carlos Fisher como pitcher.

Carlos Fisher (nacido el 22 de febrero de 1983 en West Covina, California) es un lanzador de las Grandes Ligas de Béisbol de los Cincinnati Reds.

## Carrera profesional

### Ligas menores
Fisher jugó durante un tiempo en los Vigías de Chattanooga durante la temporada 2007 y 2008.

### Grandes ligas
Fisher fue llamado a filas a los Cincinnati Reds el 22 de mayo de 2009. El 24 de mayo de 2009, Carlos Fisher hizo su debut en las Grandes Ligas en la undécima entrada de un partido contra el 3a-3.ª Indios de Cleveland. En su primera gran aparición de liga, un tono de Fisher scoreless entrada y obtuvo la victoria de Álex González golpeó un RBI doble en la parte inferior de la entrada.